# Лесично
Лесично (словен. Lesično) — поселення в общині Козє, Савинський регіон, Словенія. Висота над рівнем моря: 337,7 м. 